# Nakamura Kanzaburō XVIII
Nakamura Kanzaburō XVIII (十八代目 中村 勘三郎, Jūhachidaime Nakamura Kanzaburō), né Noriaki Namino (波野 哲明, Namino Noriaki) le 30 mai 1955 à Tokyo – mort le 5 décembre 2012, est un acteur japonais du théâtre kabuki ainsi que d'autres formes de théâtre vivant, de télévision et de publicités télévisées. Kanzaburō est un acteur polyvalent dont les talents s'exercent dans la farce, les drames historiques et le shin kabuki.

## Lignée
Nakamura Kanzaburō est le 18e de la lignée Nakamura Kanzaburō après son père Nakamura Kanzaburō XVII. Il fait remonter sa dynastie au sein de la guilde kabuki Nakamuraya à ses arrière-arrière-arrière-grands-pères, sinon plus haut. Ses deux grands-pères ainsi que leurs pères étaient acteurs kabuki.
Kanzaburō est le frère cadet de l'actrice de cinéma Kuriko Namino. Avec son épouse Yoshie, il a deux fils, Nakamura Kantarō II et Nakamura Shichinosuke II, tous deux acteurs kabuki et autres formes d'arts vivants.

## Carrière
Il fait ses débuts sous le nom Nakamura Kankurō V en avril 1959 dans le rôle de Momotaro puis joue sous ce nom des rôles kabuki dans Kagami-jishi, Kamiyui Shinza et Yotsuya Kaidan.
En plus de se produire au Kabuki-za et autres salles consacrées au kabuki, Kankurō participe à la création du Heisei Nakamura-za, scène temporaire de kabuki montée pour une série de représentations en différents endroits. Il installe ce théâtre et s'y produit dans le quartier Asakusa de l'arrondissement Taitō à Tokyo, Osaka et en 2004 lors d'une tournée aux États-Unis, à Boston, New York et Washington DC. Le Heisei Nakamura-za se produit de nouveau à New York et Washington en 2007.
Parmi ses rôles notables à la télévision figurent Imagawa Yoshimoto dans le taiga drama Takeda Shingen (1988), Oishi Kuranosuke dans le taiga drama Genroku Ryoran (1999), Terumasa Ikeda dans 武蔵 MUSASHI (2003) et un Koyoi wa KANKURO spécial de TBS. Il tourne des publicités pour les sociétés Contac, Japan Post, JT, Suntory et Tokyo Mitsubishi Bank.
Il prend le nom Kanzaburō lors d'un shūmei le 3 mars 2005.

## Fin de vie
En juin 2011, Kanzaburō révèle au public qu'il souffre d'un cancer de l’œsophage. Il décède d'un syndrome de détresse respiratoire aiguë le 5 décembre 2012, quatre mois avant la réouverture du Kabuki-za à Tokyo.

## Prix et honneurs
- 2002 : Golden Arrow Award (en).
- 2004 : prix Kan-Kikuchi.
- 2008 : médaille au ruban pourpre.

## Source de la traduction
- (en) Cet article est partiellement ou en totalité issu de l’article de Wikipédia en anglais intitulé « Nakamura Kanzaburō XVIII » (voir la liste des auteurs).